# Vlajková etiketa
Vlajková etiketa je soubor vžitých a následně obecně kodifikovaných pravidel o užívání a používání vlajek (praporů, praporců či standart). Souvisí tak úzce s vexilologií, pomocnou vědou historickou, která se zabývá studiem vlajek – jejich podobou, historií, funkcí, symbolikou ale i způsoby používání.

## Historie
Vlajky, látkové symboly, vznikly z důvodů rozlišení. První lodní vlajky (v Evropě) jsou doložené na tapiserii z Bayeux na lodích Viléma I. Dobyvatele při invazi do Anglie v roce 1066. Od středověku bylo užívání lodních vlajek nezbytné pro odlišení zemí, které jsou navzájem ve válečném vztahu. Nevztyčení vlajky opravňovalo takovouto loď napadnout a zajmout. Stažení vlajky v boji, nebo vyvěšení bílé vlajky naopak znamenalo vzdání. Vztyčení vlajky na určitém území znamenalo převzetí oblasti pod svrchovanost dotyčného panovníka.

## Mezinárodní vlajková etiketa
Kromě pravidel vyvěšování státních vlajek na moři neexistují žádná univerzální pravidla, která by stanovovala jednotný přístup k problematice vlajkové etikety, různé země či geografické oblasti ho tak řeší odlišně a pravidla o používání vlajek se v různých státech a kulturách liší. Přesto se v mezinárodní praxi respektují (až na výjimky uvedené níže) následující pravidla:
- Čestné místo má domácí státní vlajka
- Při vyvěšování více státních vlajek mají tyto stejnou velikost
- Všechny vlajky se vyvěšují ve stejné výšce
- Každá vlajka je vyvěšována na samostatné žerdi
- Čestná (domácí) vlajka se vyvěšuje jako první
- Státní vlajky jsou vždy nadřazeny vlajkám nižších subjektů
- Státní vlajky jsou nadřazeny vlajkám osobním (hlav států)
- Vlajky vyšších územně správních celků jsou nadřazeny vlajkám nižších celků
- Vlajky, které jsou z hlediska hierarchie na stejné úrovni, se řadí abecedně podle domácí abecedy (není-li stanoveno jinými pravidly), pro domácí vlajku může být mezi nimi vyhrazeno čestnější místo

Ve všech národních etiketách se řeší podobná pravidla:
- Podoba vlajky a její vyvěšení – např. v Česku je to poměr stran 2:3, modrý klín u žerdi nebo bílý pruh nahoře, častá chyba nastavá např. u britské vlajky

Správné vyvěšení britské vlajky
Chybné vyvěšení britské vlajky

- Svislé zavěšení vlajky – existuje několik způsobů svislého vyvěšování vlajky, obvyklé (např. česká vlajka, IFIS symbol ) nebo s otočením břemene (figura nebo symbol na vlajce) o 90°. (např. slovenská vlajka, IFIS symbol )

Česká vlajka
Vertikální zavěšení české vlajky
Slovenská vlajka
Vertikální zavěšení slovenské vlajky

- Hierarchie vlajek – čestné místo domácí vlajky, způsob a pořadí vlajek při vyvěšování více vlajek stejné či různé úrovně – státní vlajky, vlajky nižších subjektů (krajské, komunální), vlajky institucí, firem, osobní nebo služební vlajky (vlajky hlav státu, církevních funkcionářů, primátorů apod.).

## Česká vlajková etiketa

### Zákony
Seznam zákonů, vyhlášek a nařízení o vzhledu a užívání státních symbolů České republiky nebo týkajících se vlajek krajů, obcí a městských částí, tedy i české vlajkové etikety.
- Zákon č. 3/1993 Sb. – Zákon České národní rady o státních symbolech České republiky[3]
- Zákon č. 352/2001 Sb. – Zákon o užívání státních symbolů České republiky a o změně některých zákonů[4]
- Zákon č. 114/1995 Sb. – Zákon o vnitrozemské plavbě[5]
- Zákon č. 61/2000 Sb. – Zákon o námořní plavbě[6]
- Vyhláška č. 277/2000 Sb. – Vyhláška Ministerstva dopravy a spojů o způsobu a důvodu vyvěšování, umístění a velikosti státní vlajky České republiky a jiných vlajek použitých na námořním plavidle nebo rekreační jachtě (o užívání vlajek)[7]
- Nařízení vlády č. 412/2000 Sb. – Nařízení vlády o poplatku za právo plout pod státní vlajkou České republiky[8]
- Zákon č. 128/2000 Sb. – Zákon o obcích (obecní zřízení)[9]
- Zákon č. 129/2000 Sb. – Zákon o krajích (krajské zřízení)[10]
- Zákon č. 131/2000 Sb. – Zákon o hlavním městě Praze[11]

Zákony neřeší dostatečně celou problematiku české vlajkové etikety, více pravidel, zásad užívání a příklady obsahuje příručka:
- Petr Exner, Pavel Fojtík, Zbyšek Svoboda – Vlajky, prapory a jejich používání; základní pravidla pro vyvěšování vlajek na území České republiky; Libea, s. r. o.; 2004, aktualiz. vyd. 2013

Dalším projektem, představeným poprvé na 50. výroční členské schůzi České vexilologické společnosti v červnu 2021, je web ceskavlajka.online.

### Hierarchie
Hierarchie vyvěšování jednotlivých vlajek na českém území:
1. Česká vlajka
2. Vlajky ostatních států
3. Vlajka Evropské unie
4. Krajské vlajky a Vlajka hl. m. Prahy, pokud Praha vystupuje jako kraj
5. Městské a obecní vlajky (Vlajka hl. m. Prahy, pokud vystupuje jako město)
6. Vlajky městských částí a obvodů
7. Vlajky mezinárodních organizací
8. Vlajky národních organizací
9. Firemní vlajky
10. Ostatní vlajky (např. kongresové)

Pokud je více vlajek jednoho typu, jsou tyto v abecedním pořadí. Reklamní (nejde o firemní) vlajky se s výše uvedenými nevyvěšují.

### Příklady vyvěšování
Všechny zobrazení v příkladech jsou uvedeny při čelním pohledu na budovu (z hlediska pozorovatele), před kterou jsou stožáry.

#### Jedna vlajka
Pokud se vyvěšuje pouze česká vlajka, měla by se vyvěšovat na jediný stožár, před hlavním vchodem budovy, popřípadě vlevo od vchodu. Pokud je před budovou více stožárů, měla by se jedna vlajka vyvěšovat na prostřední stožár, který vždy zaujímá čestné místo, nebo (při sudém počtu stožárů) vlevo od středu.
Pokud je k dispozici více vlajek, je možno je vyvěsit na prostřední dvojici nebo na všechny stožáry.

#### Dvě vlajky
Při vyvěšování dvou různých státních vlajek je čestné místo vlevo. Druhá vlajka se vyvěšuje vpravo.
|  |                                       |  |                  |                  |
|  |                                       |  |                  |                  |
|  | Česká vlajka vlevo (na čestném místě) |  | Slovenská vlajka | Slovenská vlajka |

V tomto případě je možno vyvěsit ještě jednu českou vlajku samostatně na střechu budovy, aniž by to bylo bráno jako projev nadřazenosti nad jinou vlajkou.
Je také možnost (při větším počtu stožárů) vyvěšovat střídavě českou a cizí státní vlajku. Českých vlajek ale nesmí být méně než cizích.

#### Lichý větší počet vlajek
|                              |                              |                             |                             |                                 |                                 |                            |                            |                               |                               |  |  |  |  |
|                              |                              |                             |                             |                                 |                                 |                            |                            |                               |                               |  |  |  |  |
| Rakouská vlajka 3. v abecedě | Rakouská vlajka 3. v abecedě | Německá vlajka 1. v abecedě | Německá vlajka 1. v abecedě | Česká vlajka (na čestném místě) | Česká vlajka (na čestném místě) | Polská vlajka 2. v abecedě | Polská vlajka 2. v abecedě | Slovenská vlajka 4. v abecedě | Slovenská vlajka 4. v abecedě |  |  |  |  |

#### Sudý větší počet vlajek
|                            |                            |                                 |                                 |                             |                             |                              |                              |  |  |  |
|                            |                            |                                 |                                 |                             |                             |                              |                              |  |  |  |
| Polská vlajka 2. v abecedě | Polská vlajka 2. v abecedě | Česká vlajka (na čestném místě) | Česká vlajka (na čestném místě) | Německá vlajka 1. v abecedě | Německá vlajka 1. v abecedě | Rakouská vlajka 3. v abecedě | Rakouská vlajka 3. v abecedě |  |  |  |

### Skládání vlajky
Česká státní vlajka se skládá tak, že se přehne podél dlouhé strany, bílou část na červenou. Poté se vlajka přehne podél kratší strany tak, aby bílá zůstala složená uvnitř. Tento způsob má praktický význam – bílá barva je chráněna před zašpiněním.

### Přenášení vlajky
Pokud se vlajka přenáší, např. při vyvěšování, nese se rovnoběžně se zemí, klínem vpřed, červeným pruhem vlevo. Drží se ve výši ramen na všech čtyřech rozích (popř. i uprostřed delších stran).

### Smutek
Pro vyjádření smutku, např. při skonu významné osoby, jsou z hlediska vexilologie a vlajkové etikety podstatné dvě zvláštnosti – způsob vztyčení vlajky (do půl žerdi) a přikrytí rakve vlajkou při pohřbu. Jinak však platí standardní pravidla daného státu pro vyvěšování vlajek či praporů.

## Výjimky a zvláštnosti

### Sport
Členem Mezinárodní federace fotbalových asociací (FIFA) není Spojené království, ale jeho země (Anglie, Skotsko, Severní Irsko a Wales). Proto se jejich národní vlajky vyvěšují rovnoprávně se státními vlajkami ostatních členských zemí. Podobně se při olympijských hrách vyvěšují rovnoprávně vlajky závislých území, vlajky národních olympijských výborů, případně vlajky sjednocených delegací (např. Společná korejská vlajka).

### Hierarchie
Ve Spojeném království se používá speciální hierarchie vlajek, kde jsou osobní či služební vlajky příslušníků panovnického domu nadřazeny státní vlajce. Také jiné státy mají svou vlastní hierarchii vlajek.
Vlajka amerického státu Texas je nadřazena zahraničním státním vlajkám, je však podřízena vlajce USA.
Právní předpisy kanadské provincie Québec zacházejí s quebeckou vlajkou, jako by se jednalo o vlajku suverénního státu a dávají jí vždy čestné místo, a to i před kanadskou vlajkou, ačkoliv je federálními předpisy stanovena nadřazenost vlajky kanadské.

### Abeceda
Ve Spojených státech amerických a v Kanadě neplatí výše uvedené abecední pořadí. Vlajky 
subjektů federace se vyvěšují v pořadí podle data vstupu státu do Unie (viz Seznam států USA podle vstupu do Unie).
Při akcích Evropské unie a Severoatlantické aliance (NATO) je pořadí vlajek dáno sice abecedou, ale v úvahu se bere název země v jejím úředním jazyku (tj. Německo bude ve všech členských zemích řazeno pod D – Deutschland, Finsko vždy pod S – Suomi). To zaručuje, že ve všech zemích jsou vlajky vyvěšovány ve stejném pořadí.

### Vlajky na žerdi
Ve Spojených státech amerických je (za určitých okolností) povoleno současné vyvěšení vlajky USA s vlajkou státu Unie na jednom společném stožáru. V tom případě je výše vlajka USA.

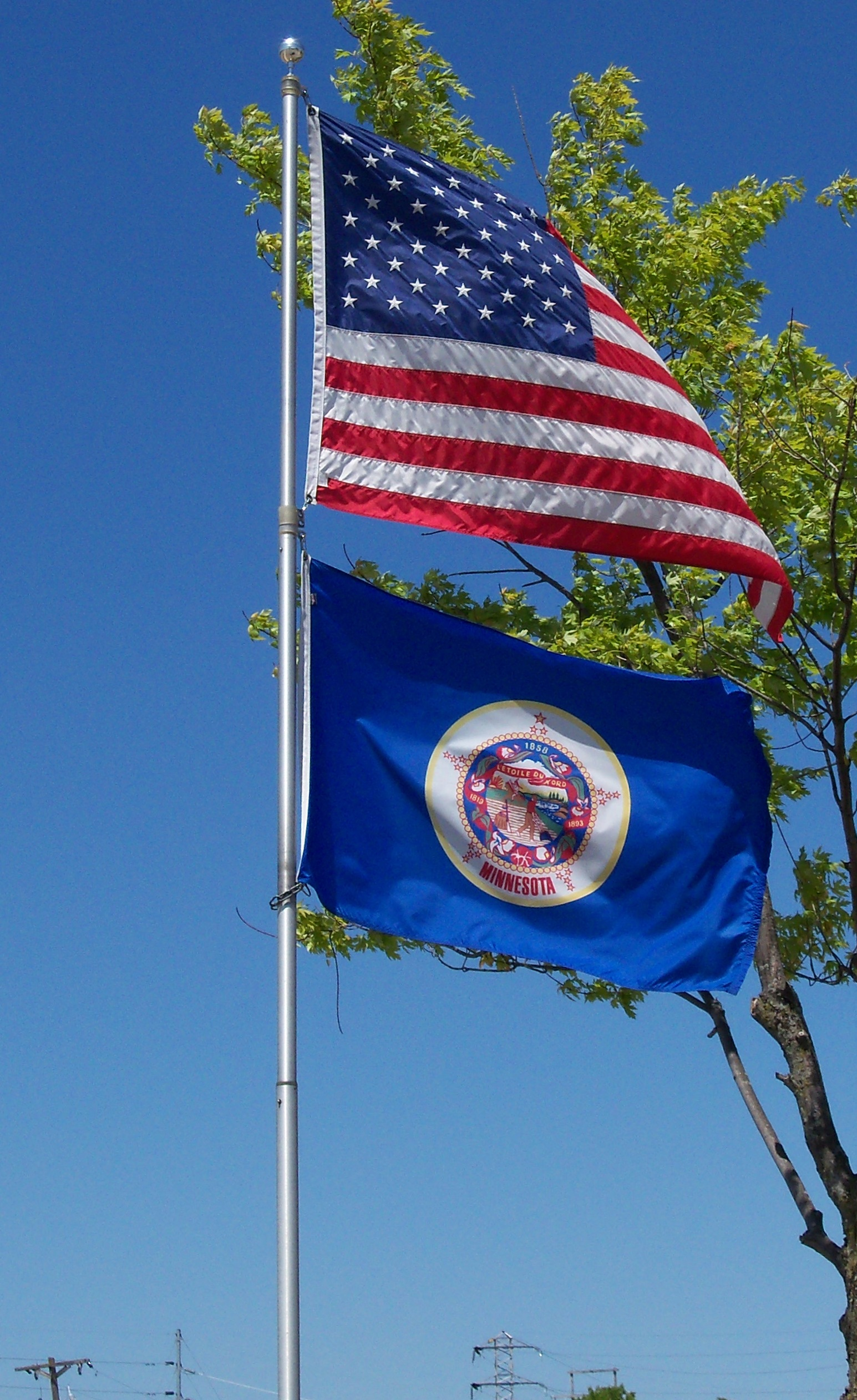
Minnesotská vlajka (před 11. květnem 2024) vlající pod vlajkou USA
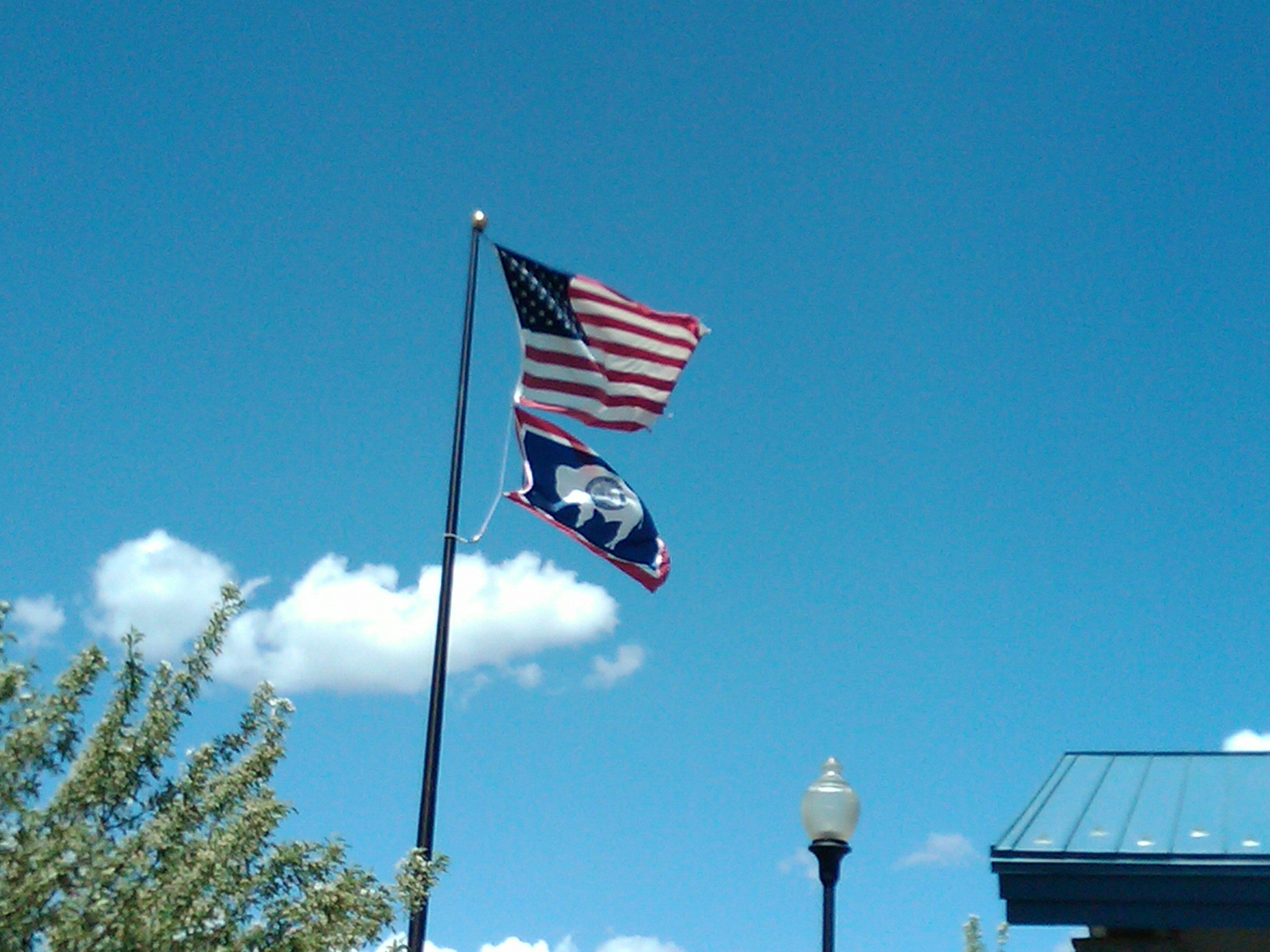
Wyomingská vlajka vlající pod vlajkou USA

### Skládání vlajky
Vlajka USA se skládá speciálním způsobem.

Způsob skládání vlajky USA